# Тортвейтит
Тортвейтит — мінерал, силікат скандію та ітрію острівної будови.
Названий за прізвищем норвезького мінералога Улеуса Тортвейта (Olaus Thortveit), J/Shetelig, 1911.

## Опис
Хімічна формула:
- 1. За Є. Лазаренком: Sc2[Si2O7].
- 2. За «Fleischer's Glossary» (2004): (Sc, Y) 2Si2O7.

Сингонія моноклінна. Призматичний вид. Двійники по (110). Спайність добра по (110), окремість по (001). Форми виділення: радіально-променисті аґреґати, розетки, таблитчасті і призматичні кристали. Густина 3,6. Тв. 6,5-7,25. Колір сірувато-зелений. Блиск скляний. Риса сіро-зелена. Крихкий. Зустрічається у пегматитах лужних гранітів. Супутні мінерали: монацит, циркон, берил, ільменіт, магнетит. Рідкісний.

## Поширення
Знахідки: у пегматитах багатих на рідкісні землі родовища Івеланн (Норвегія) і Бефанамо (о. Мадагаскар), на Уралі, в Японії.

## Різновиди
Розрізняють:
- тортвейтит бериліїстий (різновид тортвейтиту, яка містить берилій),
- бефанаміт (різновид тортвейтиту, який містить Zr, Al і не містить Y).